# リンゴ酸マグネシウム
リンゴ酸マグネシウム（リンゴさんマグネシウム、英: Magnesium malate）は、リンゴ酸のマグネシウム塩で、食品サプリメントとして米国で販売されている。